# Stanton T. Friedman
Stanton T. Friedman (ur. 29 lipca 1934 w Elizabeth, New Jersey, zm. 13 maja 2019 w Toronto) – amerykański fizyk nuklearny i znany ufolog. Mieszkał w Nowym Brunszwiku w Kanadzie. Przez przeszło 29 lat był głównym interlokutorem w debatach dotyczących zjawiska UFO na całym świecie, głównie w USA. Przyczynił się do badania katastrofy, która miała miejsce w 1947 roku w Roswell.

## Życiorys
Przez 14 lat był zatrudniony jako fizyk nuklearny w następujących firmach: General Electric, General Motors, Westinghouse, TRW Systems, Aerojet General Nucleonics oraz McDonnell Douglas. Przez wiele lat badał archiwa USA w celu znalezienia potwierdzenia istnienia ściśle tajnej organizacji Majestic 12 (w skrócie MJ-12) – swoje dokonania na tym polu opisał w książce dotyczącej tej organizacji (wydanej w 2000 roku w Polsce).

## Prace
- Ściśle tajne – Majestic: prawda o UFO (Top secret/MAJIC), Bydgoszcz, Limbus, 2000.
- Captured! The Betty and Barney Hill UFO Experience: The True Story of the World’s First Documented Alien Abduction, lipiec 2007, New Page Books (ang.)
- Crash at Corona, Marlowe & Co (ang.)
- Flying Saucers and Science, czerwiec 2008, New Page Books (ang.)
- Science Was Wrong, New Page Books (ang.)